# Conopsis
Conopsis är ett släkte av ormar. Conopsis ingår i familjen snokar.
Släktets medlemmar är med en längd upp till 75cm små ormar. De förekommer främst i Mexiko och i angränsande delar av Nordamerika. Individerna vistas i torra habitat nära skogar. De äter ryggradslösa djur, grodor och andra kräldjur. Honor föder levande ungar (vivipari).
Arter enligt Catalogue of Life och The Reptile Database:
- Conopsis acuta
- Conopsis amphisticha
- Conopsis biserialis
- Conopsis lineata
- Conopsis megalodon
- Conopsis nasus